# 松井進
松井 進（まつい すすむ、1971年7月4日 - ）は、「盲導犬を普及させる会」アドバイザー。盲導犬への理解と普及のために講演活動をおこなっている。

## 略歴
千葉県生まれ。先天性の緑内障を患う。1990年、千葉県立千葉盲学校卒業。ペンシルバニア州にある米国オーバーブルック盲学校インターナショナルプログラムへ参加。コンピュータプログラマーの訓練を受ける。
1992年、点字による公務員採用試験を受けて千葉県庁に入庁。千葉県文書館に配属。地方公務員となる。
1993年、盲導犬クリナムと歩き始める。1999年、クリナムがリタイアしたため、盲導犬アンドリューと歩き始める。2007年、アンドリューがリタイア、盲導犬ロミオとパートナーになる。アイメイト協会同窓会会員。
2020年時点で、「公共図書館で働く視覚障害職員の会」事務局長。

## 著書
- 『二人五脚 - 盲導犬クリナムと歩んだ7年の記録』（2001年、実業之日本社）
- 『盲導犬ハンドブック』（2002年、文藝春秋）
- 『盲導犬アンドリューの一日』（鈴木びんこ絵、2002年、ポトス出版）
- 『見えない目で生きるということ - 視覚障害者の暮らし・接するためのヒント』（2003年、明石書店）
- 『わかる！盲導犬のすべて - 138のQ&Aで疑問に答えます』（2004年、明石書店）
- 『Q&A盲導犬 - ともに暮らし、ともに歩き、広がる社会』（2007年、明石書店）
- 『盲導犬の訓練ってどうするの？ - 視覚障害当事者の歩行訓練体験記』（2011年、生活書院）